# Aporrhaidae
Famille
Les Aporrhaidae constituent une famille de mollusques de la classe des gastéropodes, rangés dans l'ordre des Littorinimorpha.

## Liste des genres
Selon World Register of Marine Species (25 juin 2015) :
- genre Aporrhais da Costa, 1778 -- 4 espèces actuelles
- genre Arrhoges Gabb, 1868 -- 1 espèce
- genre Dicroloma Gabb, 1868 †
- genre Drepanocheilus Meek, 1864 †
- genre Hemichenopus Steinmann & Wilkens, 1908 †
- genre Struthioptera Finlay & Marwick, 1937 †